# Красные Выселки (Нижегородская область)
 Красные Выселки  — деревня в Шатковском районе Нижегородской области. Входит в состав сельского поселения Кержемокский сельсовет.

## География
Находится в юго-восточной части Нижегородской области на расстоянии приблизительно 17 километров по прямой на восток от поселка Шатки, административного центра района. 

## Население
Постоянное население составляло 31 человек (русские 90%) в 2002 году, 39 в 2010.